# Cotylopus
Cotylopus  é um género de peixe da família Gobiidae e da ordem Perciformes.

## Espécies
- Cotylopus acutipinnis (Guichenot, 1863)
- Cotylopus rubripinnis (Keith, Hoareau & Bosc, 2005)[3][4][5][6][7][8][9][10]